# Birutė Galdikas
Birutė Marija Filomena Galdikas ali Birutė Mary Galdikas, OC, litovsko-kanadska antropologinja, primatologinja, naravovarstvenica, etologinja in piska, * 10. maj 1946, Wiesbaden, Nemčija. 
Je profesorica na Univerzi Simona Fraserja v Kanadi. Na področju primatologije je Galdikas priznana kot vodilna avtoriteta na področju orangutanov. Pred njenimi terenskimi raziskavami orangutanov so znanstveniki o teh primatih vedeli zelo malo.

## Zgodnje življenje
Galdikas se je rodila malo po koncu druge svetovne vojne v Wiesbadnu v Zahodni Nemčiji. Njena starša, Antanas in Filomena Galdikas, sta bila litovska begunca, ki sta bežala pred sovjetsko okupacijo baltskih držav. Ko je bila stara dve leti, se je družina leta 1948 preselila v Kanado, kjer je njen oče dobil delo v rudniku bakra v Québecu. Naslednje leto so se preselili v Toronto, kjer je odraščala. Njen oče je delal kot rudar in podjetnik. Že kot deklico so jo navdihnile podobe oddaljenih gozdov in eksotičnih bitij. Prva knjiga, ki si jo je izposodila v javni knjižnici v Torontu, je bila pravljica o opici po imenu Curious George. Ko je odrasla, so jo navdihnile pustolovščine Jane Goodall in Dian Fossey, objavljene v reviji National Geographic. Ima dva mlajša brata in mlajšo sestro.
Leta 1962 se je družina Galdikas preselila v Vancouver, kjer je Birutė spoznala svojega bodočega moža Roda Brindamoura. Dve leti pozneje, potem ko je začela študirati na Univerzi Britanske Kolumbije (UBC), se je družina preselila v Združene države, kjer se je vpisala na Univerzo Kalifornije v Los Angelesu (UCLA) in študirala psihologijo ter zoologijo. Leta 1966 je pridobila diplomo iz psihologije in zoologije, ki sta ju skupaj podelila UCLA in UBC. Poročila se je z Brindamourjem in leta 1969 pridobila še magisterij iz antropologije na UCLA.
Med podiplomskim študijem na UCLA je Galdikas srečala paleoantropologa Louisa Leakeyja in predlagala načrt za preučevanje orangutanov v njihovem naravnem habitatu. Prepričala je Leakeyja, da je pomagal pri organizaciji, kljub njegovim začetnim zadržkom. Leakey je našel sredstva pri National Geographic Society, ki je podprlo ustanovitev raziskovalne postaje na Borneu. Njene raziskave so postale osnova njenega doktorskega usposabljanja in leta 1978 je doktorirala iz antropologije na UCLA.

## Delo

### Raziskovalno delo
Leta 1971, pri 25 letih, sta Galdikas in njen takratni mož, fotograf Rod Brindamour, prispela v rezervat Tanjung Puting na indonezijskem Borneu. Galdikas je bila tretja od trojice žensk, ki jih je Leakey poslal preučevat velike opice v njihovem naravnem okolju. Trio, ki ga je Leakey poimenoval »The Trimates«, sta sestavljali še Jane Goodall, ki je preučevala šimpanze, in Dian Fossey, ki je preučevala gorile. Leakey in National Geographic Society sta pomagala Galdikas postaviti njeno raziskovalno postajo blizu obale Javanskega morja, poimenovano »Camp Leakey«, za izvajanje terenskih raziskav orangutanov na Borneu.
Pred tem je bil orangutan najslabše poznan od velikih opic. Galdikas je močno razširila znanstveno znanje o vedenju, habitatu in prehrani orangutanov. Počasi, tekom več let, je živali v okolici raziskovalne postaje privadila na svojo prisotnost, kar ji je omogočilo opazovati njihovo naravno vedenje. Med drugim je odkrila, da so samci za razliko od ostalih velikih opic zelo samotarski, da se orangutani razmnožujejo izrazito počasi in imajo zelo podobno hitrost razvoja kot človek.

### Zagovorništvo in okoljevarstvo
Leta 1986 je Galdikas s sodelavci ustanovila Orangutan Foundation International (OFI) s sedežem v Los Angelesu v ZDA, da bi pomagali orangutanom po vsem svetu. Njen drugi mož, Pak Bohap, ki je bil pridelovalec riža in predsednik plemena Dayak, je pomagal pri ustanavljanju sestrskih organizacij v Avstraliji, Indoneziji in Združenem kraljestvu ter je sovodja programa za orangutane na Borneu.
Galdikas deluje na Borneu že več kot 40 let in je postala javna zagovornica orangutanov in ohranjanja njihovega habitata v deževnem gozdu, ki ga hitro uničujejo drvarji, nasadi palmovega olja, zlatokopi in požigalništvo.
Njena prizadevanja za ohranjanje segajo dlje od zagovorništva in se v veliki meri osredotočajo na rehabilitacijo osirotelih orangutanov, ki so ji bili predani v oskrbo. Mnoge od teh sirot so bile nekoč nezakoniti hišni ljubljenčki, preden so postali prepametni in jih je lastnik težko obvladal. V poznih 1990. letih je bila tarča očitkov, da je za orangutane slabo poskrbljeno in da prebivajo v prenatrpanih pogojih pri njej, kar je podžgala kanadska pisateljica Linda Spalding s knjigo The Follow o svojem obisku v »Camp Leakey«, vpletlo pa se je tudi indonezijsko ministrstvo za gozdarstvo, s katerim je bila Galdikas večkrat v sporu zaradi izsekavanja pragozda. Očitke je javno zavrnila kot nesmiselne in pristranske.
Galdikas je profesorica na Univerzi Simona Fraserja v Burnabyju v Britanski Kolumbiji in izredna profesorica na Narodni univerzi v Džakarti v Indoneziji. Je tudi predsednica Orangutan Foundation International v Los Angelesu v Kaliforniji.
Poleg znanstvenih del je napisala več poljudnih knjig o orangutanih in svojem delu: 
- Reflections of Eden: My Years with the Orangutans of Borneo (1995)
- Orangutan Odyssey (1999)
- Great Ape Odyssey (2005). Abrams: New York, ISBN 978-1-4351-1009-0.